# Mazsalaca

Mazsalaca connue sous le nom allemand de Salisburg est une ville de la région de Vidzeme en Lettonie. Située sur la rive droite de la Salaca elle se trouve à la frontière du parc naturel de la vallée de Salaca (Salacas ielejas dabas parks), éloignée de 45km de Valmiera et de 149km de Riga. La ville comptait 1 474 habitants pour une superficie de 3 km2 en 2011.
En 2009, la ville a fait parler d'elle au niveau international à cause d'un canular mis en place par la société de télécommunication Tele2 prétendant qu'une météorite était tombée sur la propriété d'une certaine Larissa Guerassimova (qui en a profité pour vendre des tickets d'entrée aux curieux). Les autorités lettones ont estimé à au moins 2800 euros les frais des services des pompiers, des policiers, de l'armée, ainsi que des scientifiques dépêchés sur place,.

## Personnalités
- Ansis Epners (1937-2003) - réalisateur, scénariste[5]
- Līga Liepiņa (née en 1946), actrice.

## Galerie

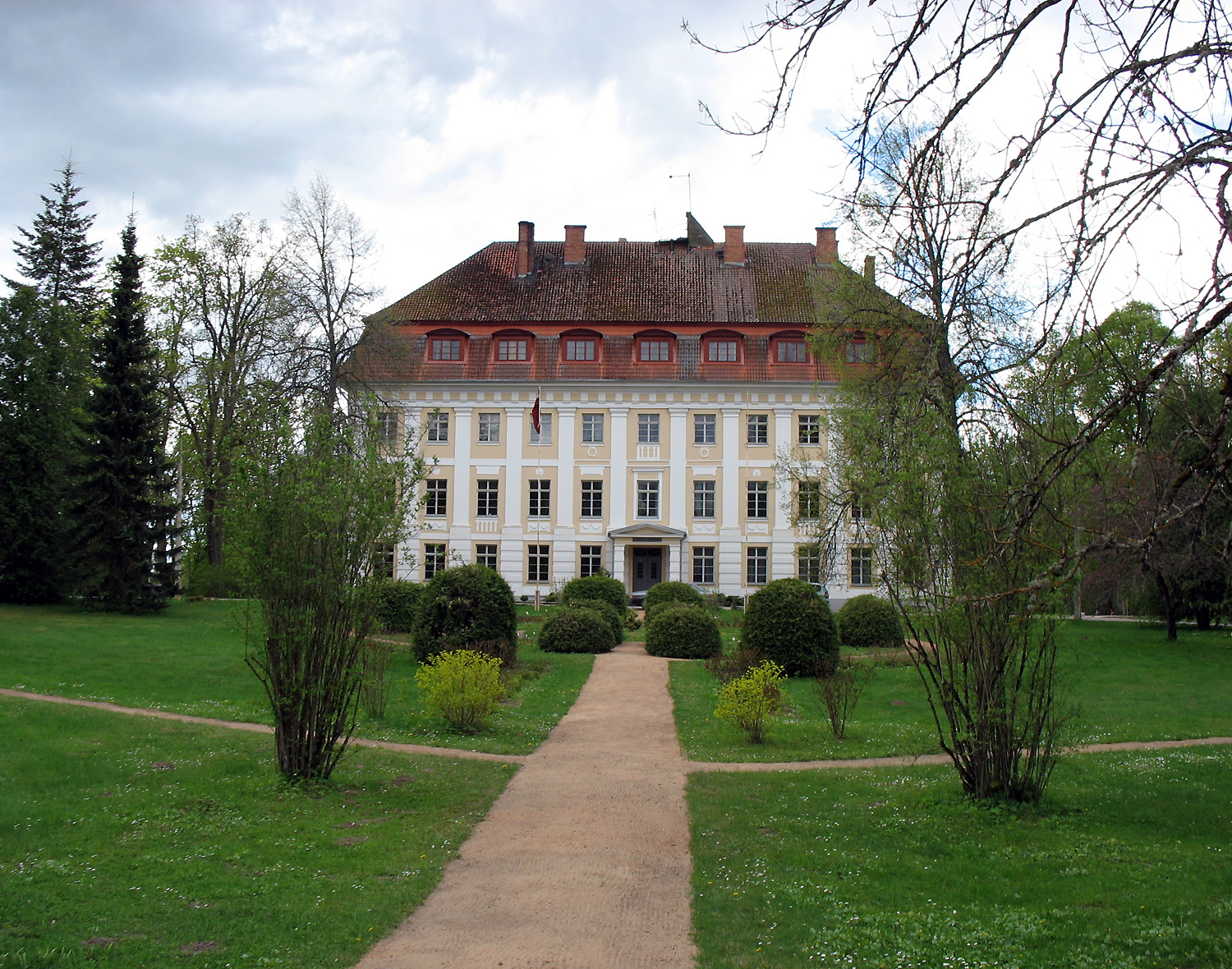
L'école primaire dans l'ancien château.
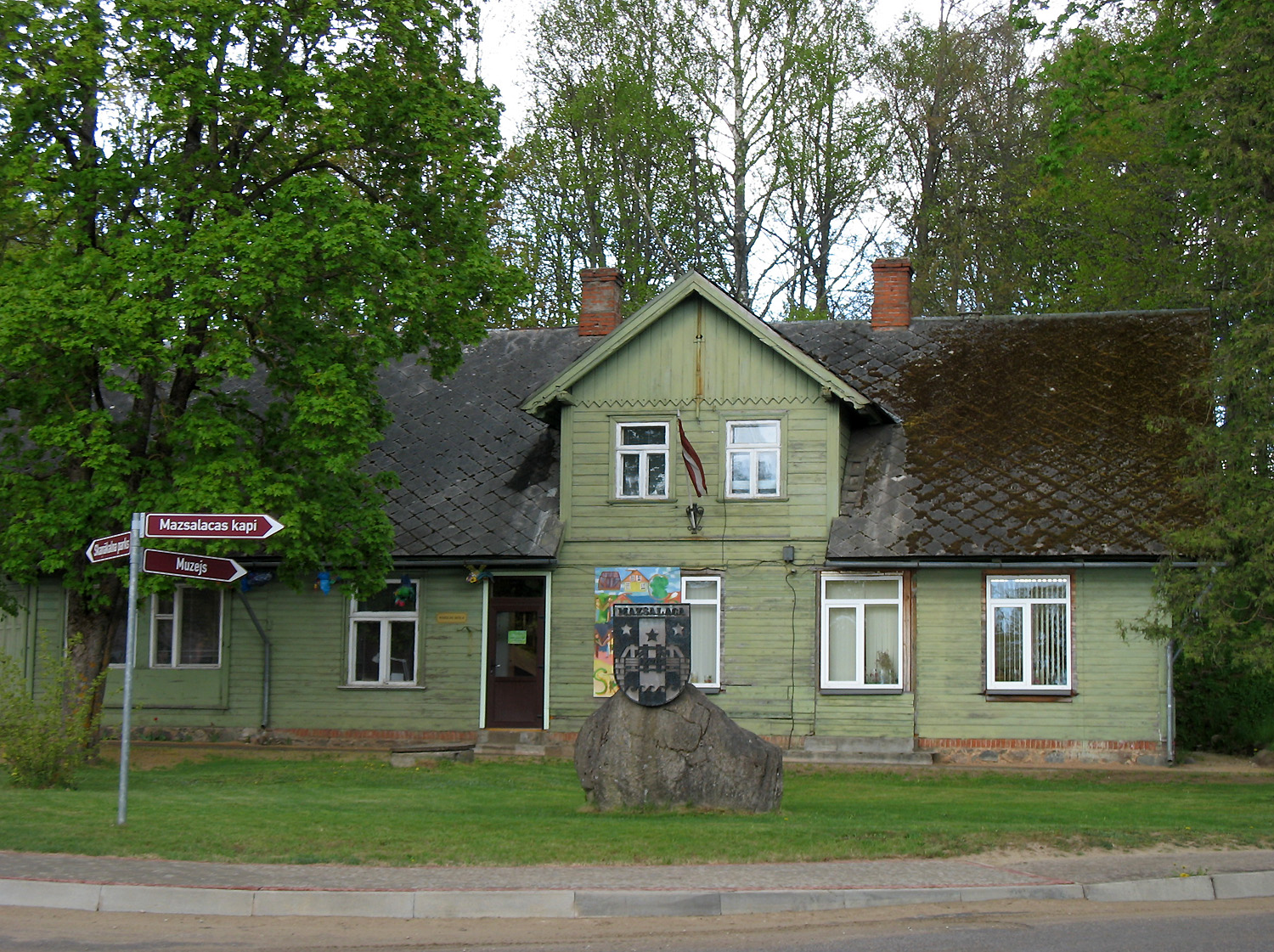
Mairie de Mazsalaca
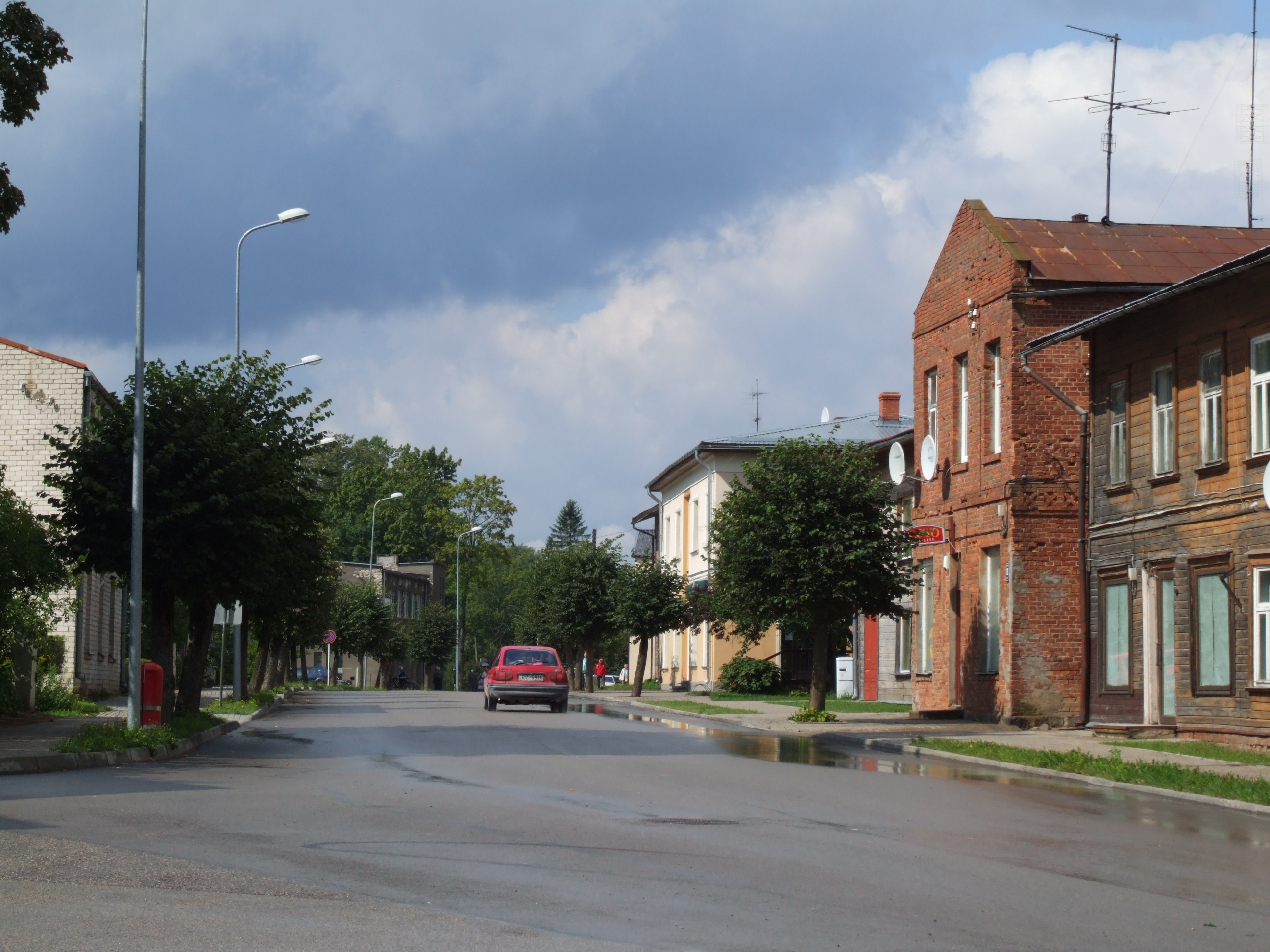
Rue à Mazsalaca
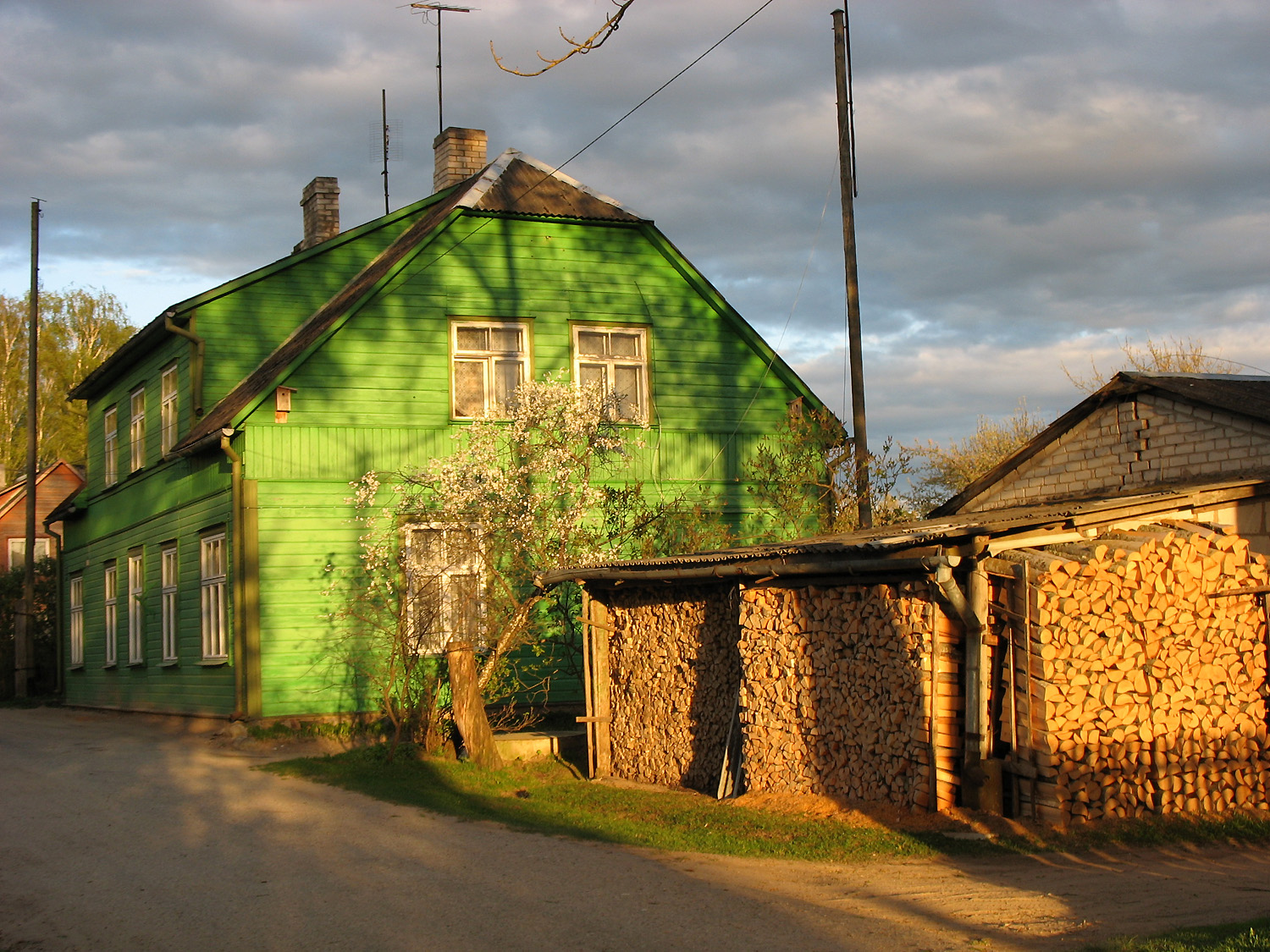
Maison à Mazsalaca
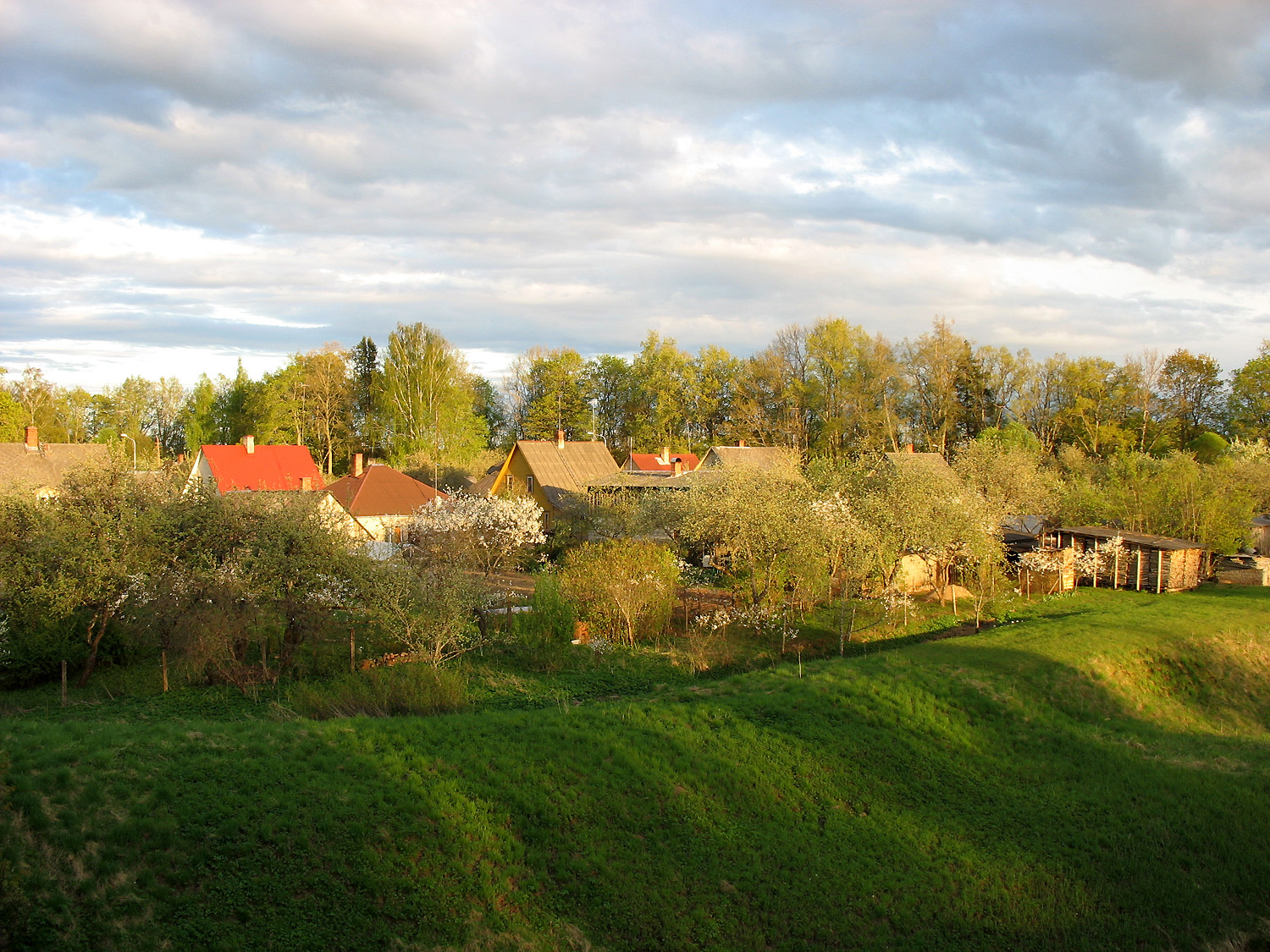
La ville.
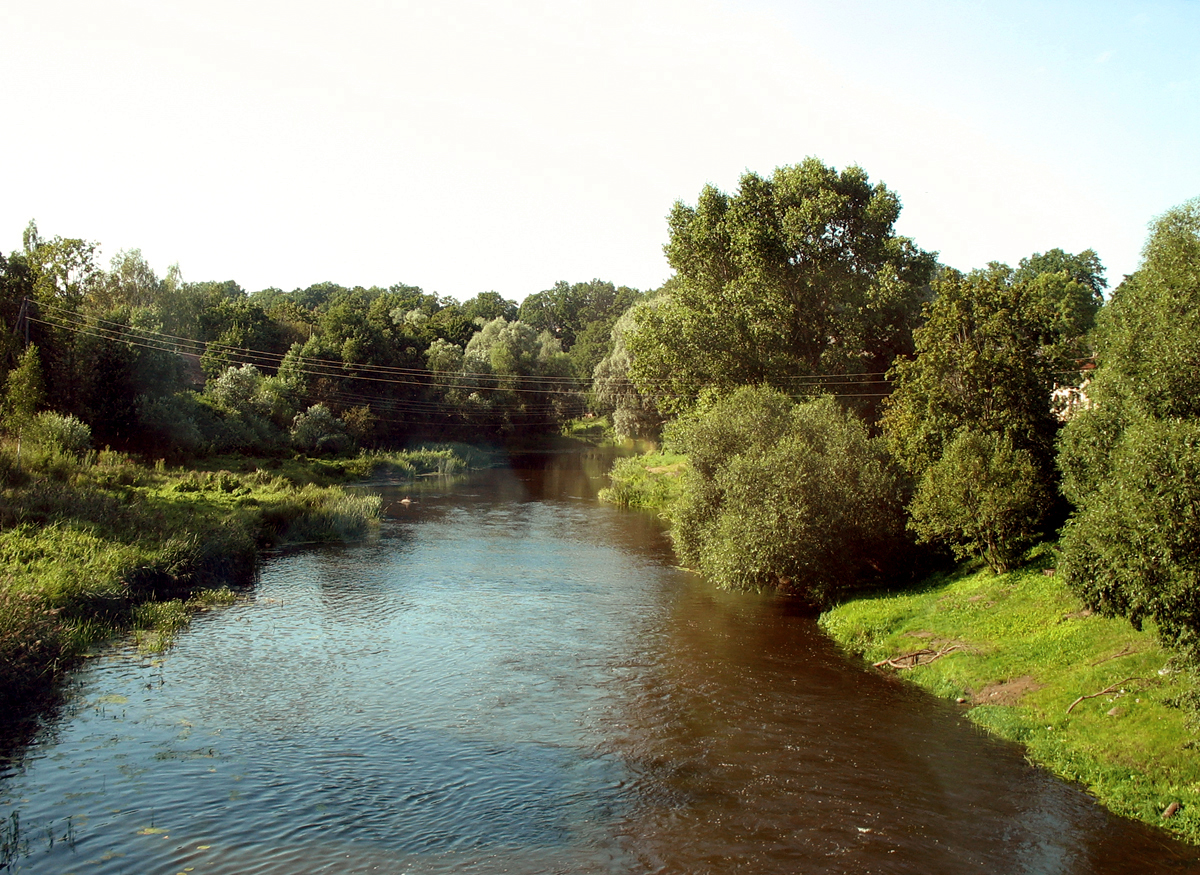
Rivière Salaca.
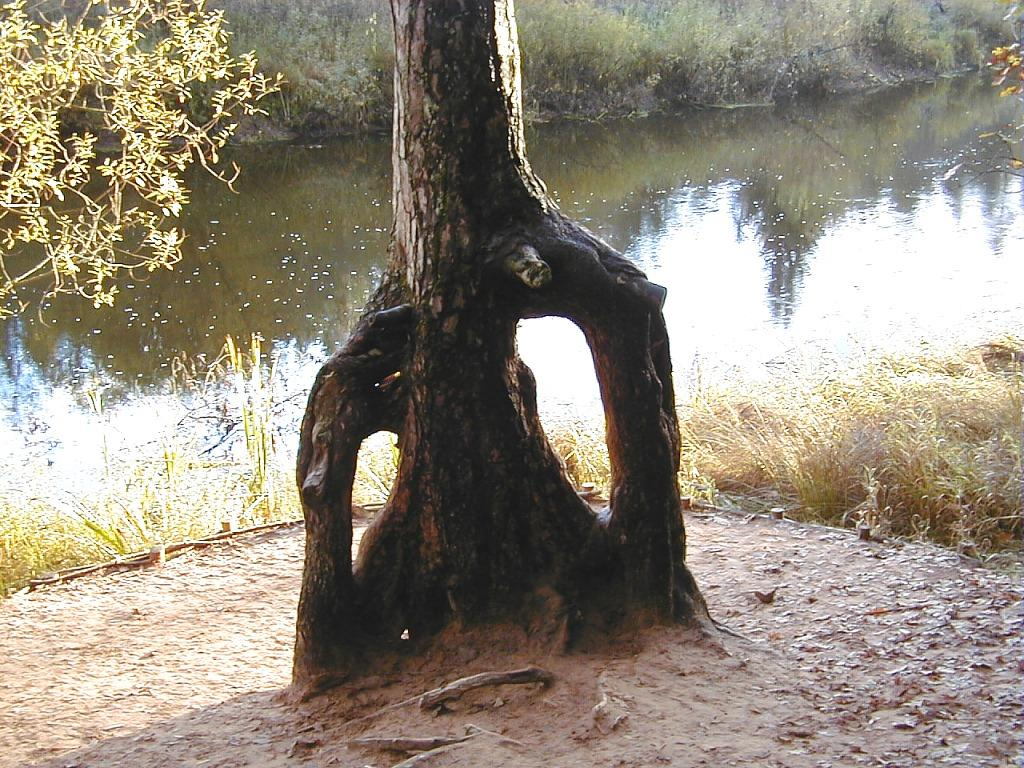
Pin remarquable de Mazsalaca Vilkaču priede
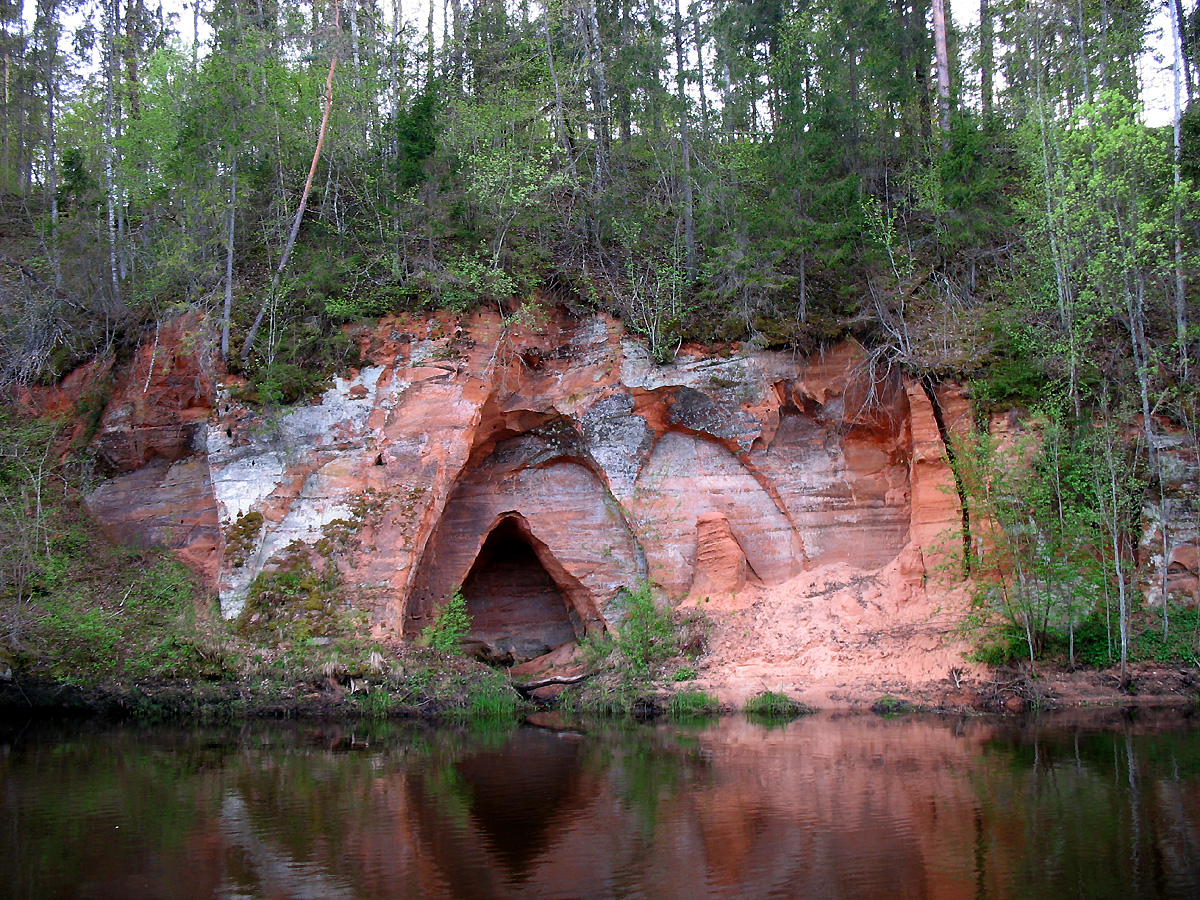
Grotte du parc naturel de la vallée de Salaca